# تزامن الاحتياجات
مشكلة تزامن الاحتياجات (بالإنجليزية: Coincidence of wants)‏ (وتعرف غالبًا باسم «ازدواجية تزامن الاحتياجات») هي فئة هامة من تكاليف الصفقات التي تفرض قيودًا صارمة على الاقتصاديات التي تفتقر إلى المال، وبالتالي تسيطر عليها المقايضة أو أنواع أخرى من المعاملات. وتنشأ هذه المشكلة نتيجة لعدم توافق الرغبات أو الاحتياجات أو الأحداث التي تعد سببًا أو محفزًا لأي صفقة تجارية تحدث في نفس الزمان والمكان. فقد يتقاضى الموسيقي الذي يعمل بأحد الحانات، على سبيل المثال، الشراب أو الطعام؛ وهي أشياء لن يقبلها مالك العقار الذي يسكن فيه كبديلٍ للإيجار؛ وفي الوقت ذاته يفضل الموسيقي أن يحظى بمأوى لمدة شهرٍ كامل. أما إذا أراد مالك العقار أن يقيم حفلاً وعرض على الموسيقي أن يعزف في هذا الحفل في مقابل إيجار الشهر، فإن ازدواجية تزامن الحاجات سوف تقوم بدورها.
وتواجه الصفقات العينية العديد من العوائق، أبرزها قيود التوقيت. فعلى سبيل المثال، إذا كنت ترغب في استبدال الفاكهة بالقمح، فإنك فقط تستطيع ذلك عندما يتوافر كل من الفاكهة والقمح في نفس الوقت وبنفس المكان (وذلك فقط عندما يرغب أحدهم في استبدال القمح بالفاكهة). وقد يحدث ذلك لفترةٍ قصيرة أو ربما لا يحدث أبدًا. ولكن باستخدام المال (بشكلٍ عام، باستخدام أي سلعة يتم استعمالها كـ وسيلة للتبادل)، يمكنك بيع فاكهتك عندما تنضج وتحصل على المال. وبعد ذلك، يمكنك استخدام المال لشراء القمح عندما يأتي موسم حصاد القمح. لذا، فإن استخدام المال يجعل تبادل جميع السلع أكثر سلاسة.
بجانب المقايضة، تعاني أنواعًا أخرى من الصفقات التجارية من مشكلة تزامن الحاجات في غياب المال. على سبيل المثال، عند نقل الثروة أثناء الزواج والطلاق والميراث وغيرها من أحداث الحياة الحاسمة أو أثناء تحصيل الضرائب أو الجزية، فإنه من غير المحتمل أن تتزامن مثل هذه الأحداث مع رغبة المستلم في السلع التي يمكن للمُسدد الحصول عليها بسهولة، ما لم تكن سلعًا متداخلة مثل المال. في غياب المال، تعاني جميع هذه التعاملات من مشكلة المقايضة الأساسية—حيث تتطلب تزامنًا غير محتمل وقوعه بين الاحتياجات والأحداث.
ولقد صاغ مصطلح 'ازدواجية تزامن الحاجات' ويليام ستانلي جيفونز.